# Kálmán Markovits
Kálmán Markovits   (Budapest, 26 d'agost de 1931 - Budapest, 5 de desembre de 2009) va ser un waterpolista, nedador i entrenador de waterpolo hongarès que va competir entre les dècades de 1940 i 1960. Es casà, primer, amb la nedadora Katalin Szőke, i posteriorment amb la jugadora d'handbol Márta Balogh. És pare del tennista László Markovits.
Durant la seva carrera esportiva va prendre part en tres edicions dels Jocs Olímpics d'Estiu, amb un balanç de tres medalles en la competició de waterpolo: dues d'or, el 1952 a Hèlsinki, i el 1956 a Melbourne, i una de bronze, el 1960 a Roma.
En el seu palmarès també destaquen tres campionats d'Europa de waterpolo, el 1954, 1958 i 1962; les Universíades de 1951 i la lliga hongaresa de 1953.
Un cop retirat exercí d'entrenador de waterpolo, entre d'altres equips de la selecció nacional hongaresa, amb qui guanyà la medalla de bronze als Jocs Olímpics de 1968, la selecció mexicana i el Club Natació Barcelona.